# 토이밥
토이밥(Toybob)은 크기가 작고 꼬리가 짧고 꼬여 있는 고양이 품종으로 1980년대 후반에 러시아에서 처음 기록되었다. 자연 돌연변이로 인해 "가장 작은 고양이 품종"으로 간주되기도 한다.

## 인지도
2009년 국제 고양이 협회(TICA)는 토이밥(Toybob)을 "실험군" 에 포함시켰다. 2017년 1월, 토이밥은 TICA에 의해 "등록" 지위를 부여받았으며, 등록은 허용되지만 추가적인 지위는 얻지 못하였다.

## 같이 보기
- 오위히 밥
- 고양이의 품종 목록